# Késsovo
Késsovo (en rus: Кесово) és un poble de l'óblast de Vladímir, a Rússia, segons el cens del 2010 tenia 35 habitants. Pertany al districte municipal de Mélenki.